# 涂阿玉
涂 阿玉（と あぎょく、1954年9月29日 - ）は、台湾出身の女子プロゴルファー。ミズノ所属。JLPGAの永久シード権を保持している。「と阿玉」と表記されることもある。

## プロフィール
- 1954年9月29日 - 台湾の台中県豊原市の果樹園農家に生まれる。
- 1969年頃 - 中学卒業後、豊原CCへキャディとして就職。17歳の時から淡水GCへと移る。そこで淡水GCのヘッドプロであった陳金獅プロに出会い、師事することになる。
- 1973年 - アマチュア時代も来日し、トヨトミレディスで2位タイ。
- 1974年 - プロ転向。
- 1976年 - USLPGAに挑戦。
- 1981年 - 日本ツアーへ本格参戦する。JLPGAに正式入会。入会前に、国内11勝。入会後に、国内58勝をマーク。7回賞金女王に輝く。

## 戦歴
※特別の表記がないものは、JLPGA賞金ランキング対象トーナメントにおける成績を指す。
※年度〔賞金ランキング〕：公式年間優勝回数（公式通算優勝回数／参：入会前の参考記録を含む通算優勝回数）
【参考】…JLPGA入会前の年間優勝回数（参考記録）。
【対象外】…JLPGA賞金ランキング対象外トーナメントの年間優勝回数（対：対象外トーナメントの通算優勝回数）。
《日本女子プロゴルフ協会（JLPGA）入会前》
- 1974年〔※※〕:【参考】1勝（参1勝）
- 1975年〔※※〕:【参考】1勝（参2勝）
- 1976年〔※※〕:【参考】2勝（参4勝）
- 1977年〔※※〕:【参考】2勝＋海外1勝[2]（参7勝）
- 1978年〔※※〕:【参考】1勝＋海外1勝[2]（参9勝）
- 1979年〔※※〕:【参考】3勝（参12勝）
- 1980年〔※※〕:【参考】1勝（参13勝）

《日本女子プロゴルフ協会（JLPGA）入会後》
- 1981年〔9位〕：1勝（1勝／参14勝）
- 1982年〔1位〕：9勝（10勝／参23勝）初の賞金女王（通算1回目）、【対象外】1勝（対1勝）
- 1983年〔1位〕：9勝（19勝／参32勝）2年連続賞金女王（通算2回目）、【対象外】1勝（対2勝）
- 1984年〔1位〕：7勝（26勝／参39勝）3年連続賞金女王（通算3回目）、【対象外】2勝（対4勝）
- 1985年〔1位〕：7勝（33勝／参46勝）4年連続賞金女王（通算4回目）、【対象外】2勝＋海外1勝[3]（対7勝）
- 1986年〔1位〕：9勝[4]（42勝／参55勝）5年連続賞金女王（通算５回目）、【対象外】1勝（対8勝）
- 1987年〔5位〕：1勝（43勝／参56勝）
- 1988年〔5位〕：2勝（45勝／参58勝）、【対象外】2勝（対10勝）
- 1989年〔1位〕：5勝（50勝／参63勝）賞金女王（通算6回目）、【対象外】1勝（対11勝）
- 1990年〔6位〕：1勝（51勝／参64勝）
- 1991年〔1位〕：2勝（53勝／参66勝）賞金女王（通算7回目）
- 1992年〔2位〕：3勝（56勝／参69勝）
- 1993年〔15位〕：1勝（57勝／参70勝）
- 1999年〔72位〕：【対象外】海外1勝[3]（対12勝）
- 2002年〔45位〕：1勝（58勝／参71勝）
- 2004年〔79位〕：【対象外】海外1勝[3]（対13勝）
- 2005年〔100位〕：【対象外】1勝[5]（対14勝）